# Santa Galla Antiqua
Santa Galla, även benämnd Santa Galla Antiqua, tidigare Santa Maria in Portico, var en kyrkobyggnad i Rom, helgad åt den heliga Galla av Rom. Kyrkan var belägen vid dagens Via Luigi Petroselli i Rione Ripa. Tillnamnet ”Portico” syftar på Porticus Gallatorum, en vidsträckt tempelportik.

## Historia
Enligt traditionen grundades kyrkan och ett härbärge av den heliga Galla av Rom år 524 under påve Johannes I:s pontifikat. Kyrkan hyste ursprungligen en undergörande Maria-ikon. Påve Gregorius VII lät bygga om kyrkan och konsekrerade den på nytt år 1073. I slutet av 1100-talet lät påve Celestinus III uppföra ett sjukhus vid kyrkan. I början av 1500-talet överläts kyrkan åt Confraternita dei Candelottari, ljushandlarnas skrå. I mitten av 1600-talet inrättades vid kyrkan ett natthärbärge för fattiga.
År 1656 drabbades Rom av en allvarlig pestepidemi och människor bad då om Jungfru Marias förböner framför den undergörande ikonen; då epidemin bedarrade höjdes röster för att kyrkobyggnaden skulle restaureras och ikonen ges en mera värdig inramning. Påve Alexander VII lät år 1662 istället föra ikonen till Santa Maria in Campitelli, vilken restaurerades och byggdes om av arkitekten Carlo Rainaldi.
År 1725 uppdrog adelsdamen Laura Odescalchi åt arkitekten Mattia de Rossi att genomföra en genomgripande omstrukturering av kyrkobyggnaden; i samband med denna helgades den åt den heliga Galla. Fasaden hade korintiska pilastrar i nedervåningen och doriska pilastrar i övervåningen. Kyrkans grundplan var elliptisk med sidokapell. Kyrkans kupol hade en hög tambur med lanternin.
Kyrkan Santa Galla och det övriga byggnadskomplexet revs år 1936 för anläggandet av Via del Mare, dagens Via del Teatro di Marcello och Via Luigi Petroselli. På platsen för kyrkan och sjukhuset står idag Palazzo dell'Anagrafe, uppfört 1936–1939. Kyrkans högaltare fördes år 1988 till den moderna kyrkan Santa Galla i stadsdelen Garbatella.

## Omnämningar i kyrkoförteckningar
| Katalog                                            | År         | Benämning                                           |
| -------------------------------------------------- | ---------- | --------------------------------------------------- |
| Catalogo di Cencio Camerario                       | 1192       | sce. Marie de porticu                               |
| Il Catalogo Parigino                               | cirka 1230 | s. Maria de Porticu                                 |
| Il Catalogo di Torino                              | cirka 1320 | Ecclesia sancte Marie in Porticu dyaconi cardinalis |
| Il Catalogo del Signorili                          | cirka 1425 | sce. Marie d Porticu                                |
| Il Catalogo del Signorili: L'indice delle reliquie | cirka 1425 | s. Marie de Porticu                                 |

## Diakonia
Kyrkan stiftades som diakonia med namnet Santa Maria in Portico Octaviae av påve Gregorius I omkring år 590.
Kardinaldiakoner (urval)
- Teodino Sanseverino: 1088–1099
- Romano: 1099–1135
- Chrysogone: 1134–1138
- Ribaldo: 1138–1139
- Pietro: 1141–1145
- Guido: 1145
- Guy: 1145 – cirka 1159
- Gualterio (eller Gautier): cirka 1149 – cirka 1155
- Giovanni Pizzuti: 1157–1158
- Giovanni de' Conti di Segni: 1158–1167
- Laborante da Panormo (eller Laborans): 1171–1179
- Rolando Paparoni: 1180–1189
- Roland: 1185–1188
- Gregorio de Galgano: 1188–1202
- Giacomo Guala Bicchieri (eller Beccaria): 1205–1211
- Matteo Rosso Orsini: 1262–1305
- Arnaud de Pellegrue: 1305–1331
- Hugues de Saint-Martial: 1361–1403
- Giovanni Battista Zeno: 1468–1470
- Vakant: 1470–1500
- Marco Cornaro: 1500–1513
- Bernardo Dovizi da Bibbiena: 1513–1520
- Francesco Pisani: in commendam 1528–1541
- Juan Álvarez de Toledo: 4 maj 1541 – 6 juli 1541
- Antoine Sanguin de Meudon: 1541–1550
- Francesco Pisani: in commendam 1550–1555
- Girolamo Doria: 1555–1558
- Alfonso Carafa: 1558–1559
- Vitellozzo Vitelli: 1559–1564
- Innocenzo Ciocchi del Monte: 1564–1568
- Francesco Alciati: 1569–1580
- Ippolito de' Rossi: 1586–1587
- Hugues Loubenx de Verdalle: 1588–1595
- Bartolomeo Cesi: 1596–1611
- Ferdinando Gonzaga: 1612–1615
- Ferdinando d'Asburgo-Spagna: 1619–1641
- Virginio Orsini: 1642–1642
- Vincenzo Costaguti: 1643–1652
- Francesco Maidalchini: 1654–1662
- Diakonian avskaffad: 1662

## Bilder
| - Kyrkan Santa Galla (nummer 1040) på Giovanni Battista Nollis topografiska karta över Rom från år 1748. - Santa Galla (här benämnd S. Mariae de Porticu) på Christian Hülsens karta över det medeltida Rom från år 1927. - Kyrkan Santa Galla var belägen på platsen för mittornet på Palazzo dell'Anagrafe. |